# Нара будизам
Током 8. века у Јапану је развијен систем хва широм државе. Ови храмови, заједно са оријентацијом и активностима Танг културе, даље јачају духовну власт аутократских царева и царица.
Храмови су акумулирали огромна имања, а њихови свештеници су стекли невиђен политички утицај, посебно за време владавине два владара који су били јако посвећени будизму: цара Шомуа и његове ћерке царице Кокен. Тада су се будистички монаси ослободили мера контроле који су од осмог века чврсто уписани у закон, а самим тим почели су и да се баве верским покретима који нису директно служили интересима ни цара ни државе.

## Државни систем храмова
Иако је задатак успостављања законских аранжмана за контролу будистичког клера у великој мери завршен пре него што је царска палата саграђена у Нари 710. године, стварање државног система храмова тек је почело. Царски едикт, који је цар Шому издао 741. године, позвао је на успостављање државних храмова (кокубун-ђи) у свакој провинцији земље; 743. године је прогласио да ће направити огромну позлаћену статуу Рушана буде; а 749. је абдицирао и ушао у будистичко свештенство, као потомак богиње Аматерасу.
За мање од једне деценије, овај посвећени будиста је уложио велику количину државних ресурса у изградњу ових државних храмова на челу са позлаћеном бронзаном статуом Рушана буде високом 16м.
Идеја да цар треба да нареди оснивање службеног храма у свакој провинцији земље није настала од цара Шомуа. Више од педесет година раније је његов прадеда, цар Тенму, наредио да се изграде будистичка светилишта у свим резиденцијама.
Међутим, систем храмова које је Шому планирао су се разликовали од ранијих. За разлику од Тенмуа, Шому је инсистирао да се изграде велики храмови са седмоспратнним пагодама, а не само капеле за церемоније. Још једна разлика је и то да Тенму је хтео да оснује нове храмове, није хтео да прати кинеску праксу давања званичних признања већ постојећим институцијема. Уз све то, Шомуов државни систем храмова је био уско везан за обећање Сутре златног светла, за разлику од кинеских који нису били посвећени одређеним сутрама.
На основу економске и политичке ситуације, као и пажљивим изучавањем оног што је сам Шому рекао у едику из 741. године, сматра се да му није био циљ да заврши пројекат свог прадеде, а ни да копира кинески систем, већ да је искрено веровао да ће грађење ових храмова заједно са религијским активностима да се елиминишу епидемије, лоше усеве и да ће се обновити здравље и просперитет земље.
У Јапану се 735. године се проширила епидемија великих богиња која долази и до двора 737. године изазивајући смрт четири најзначајнија припадника Фуђивара клана. Због тога је опао утицај Фуђивара клана, а утицај режима принца је изненада повећан.
Суочени са критичном ситуацијом која је настала после 737. године, Шому се није ослањао само на духовну моћ увезеног будизма, већ је, попут царева и царстава пре њега, преузео улогу врховног свештеника шинтоизма.

## Велика статуа Рушана буде
Мање од три године након проглашења едикта о изградњи државних храмова, цар Шому издао је још један едикт. Наредио је да се изгради велика статуа Буде, која и данас стоји као споменик културним достигнућ има Нара Јапана. Едикт такође сугерише царско одобрење за нову врсту будизма: учења Кегон сутре. Ново интересовање цара Шомуа за Рушана (уместо за Четири небеска краља) и масовно преобраћање (уместо магијских обреда) сугерише да је фундаментална промена религиозне мисли настала увођењем и ширењем учења Кегона.
Изградња статуе је коначно отпочела 747. године. Иако су имали 8 неуспеха, успешно је саграђена 749. године. Почетком те године, за време позлаћивања статуе и открића недостатка злата, у престоницу је стигла неочекивана вест о проналаску злата у северној провинцији Муцу, што је било прво такво откриће у Јапану. Цар Шому је саопштио испред нове статуе да је ово чудесно откриће благослов Рушана буде.  Године 752., три године касније, стигла је служба за посвету статуе којој су присуствовале царица Кокен (која је наследила оца у години када је злато откривено), њен краљевски отац и мајка и највиши државни званичници. Као што Шоку Нихонги напомиње, ниједна јапанска будистичка служба (саи'е) никада није била једнака овој.
Статуа Рушана буде је била велика круна државног система храмова који су укључивали све већу мрежу храмова из провинција којима су управљали свештеници који су пребивали у Тодаиђи храму у престоници, где се и налази статуа Рушана буде.
Провинцијски едикт о оснивању храма који је цар Шому поставио 741. године указује да је у то време размишљао о будизму углавном у магијском смислу: као вера усредсређена на обреде који би могли бити од користити држави уклањањем болести и производњом добре жетве. А ипак две године касније, када је наређивао изградњу велике статуе Рушана, његова пажња била је усредсређена на другог Буду (Рушана, а не Шака) и на другу сутру (Кегон, а не Златно светло или Добродушни краљ). То и чињеница да се више није ослањао на магијске ритуале већ на две главне Будине поруке: моћ Буде да просветли људе и универзална истина да Буда надилази физички свет.

## Кегон сутра и Гјокијев утицај
Прво помињање Кегон сутре се може наћи у запису царице Геншо из 722. године, која је ову и још неколико сутри копирала као молитву за своју мајку Генмеи која је умрла 715. године. Међутим, Кегон сутра није имала велики утицај на јапанску религијску мисао док Робен, будистички свештеник са имигрантском позадином, није проучавао Кегон учења у Кини и вратио се у Јапан 740. године и постао повезан са храмом касније познатим као Тодаиђи. Тада је отприлике настала Кегон школа, сачињена од свештеника са посебним занимањима за ову сутру. Проширени интереси за Кегон стигли су и до цара Шомуа на кога су та учења утицала.
Занимање цара Шомуа за Кегон је вероватно било под утицајем популарног будистичког покрета који је добијао на снази у последњих 20 година, а који је повезан са будистичким свештеником Гјокијем.
Сматра се да је Гјоки учио под Дошоом, свештеником који је учио у Кини и који је саградио храм посвећен зену када се вратио у Јапан. Сматра се да је он такође био и оснивач Хосо секте. Због повезаности и Гјокија и Дошоа, сматра се да је Гјоки био његов ученик.
До 717. године, имамо непотврђену информацију да је Гјоки завршио један или више од његових „четрдесет девет храмова“, такође је правио и мостове и копао језера. Те године, 717., забрањене су активности Гјокија и оптужен је за кршење три закона: 
1. кршење закона о пропагирању будистичке вере изван одобрених храмова;
2. према закону, могле су да се траже само мале количине милостиње у одређеном периоду, а Гјоки и његови следбеници су ишли од куће до куће и тражили више од оног што им треба;
3. и закон који забрањује паљење и сакаћење тела. Гјоки и његови следбеници не само да су кршили овај закон редовно, већ су то повезивали са будизмом и тиме збуњивали народ.

Гјоки је занемарио забрану и наставио са ширењем своје вере, спроводеcћи пројекте јавних служби као што су изградња мостова и путева како би се олакшао превоз, копање рибњака и насипа ради побољшања система за наводњавање и успостављање гостионица за смештај људи који су превозили робу ради плаcћања пореза. Током 720-тих година, влада је ублажила свој положај према њиховим активностима, а забрана је скинута 741. године. Када су скинули забрану, такође су дали признање групи и искористили их за градњу моста преко реке Кизу током премештања престонице у Куни.
Ово скидање забране се повезује са изненадним интересовањем цара Шомуа за Кегон учења, али нема доказа да је Гјоки делио ту преокупацију са Кегон, као ни да је цар Шому практиковао Гјокијева Хосо учења. Оно што су обојица делили је Будина учења универзализма и хуманости.

## Аскетски планински будизам
Други будистички покрет из периода Нара, који се уобичајено назива "аскетским планинским будизмом" (санрин Буккјо), делио је одређене карактеристике са Гјокијевом религиозном активношћу. Оба покрета су се ширила међу становницима и локалним племством, цветала су изван државног система храма и извирала из религиозних ставова који нису дефинисани доктрином „заштите државе“. Али богослужје планинских аскета имало је своје особине. Док је Гјокијев рад концентрисан на јавни сервис, планински аскети, по општој претпоставци имали су мистериозне моћи, стечене езотеријским праксама, како би помогли појединцима да достигну „будност“ овде и сада (сокушин ђобуцу). Овај нагласак на мистичној моћи био је важан аспект изворног будизма Индије, као и секте Тендаи и Шингон у каснијим временима периода Хејан.
Док се планински будизам ширио у удаљене делове земље, то је такође утицало на верски и политички живот на двору. Посебни утицај те врсте имао је је Докјо (умро 772.), чији је изненадни успон на високе положаје на двору у великој мери био последица чудесне исцељитељске моћи за коју се сматрало да је стекао у раној младости захваљујуcћи обуци и дисциплини стеченој у планинама Кацураги Каваћи. Каже се да је његова обука обухватила учење санскрита и овладавање езотеријским будистичким методама за уклањање загађења и зла. Након што је напустио планинско уточиште, Докјо је постао свештеник у Тодаи-ђиу, где је био познат као мајстор (канбјо зенши) зен-исцељења (контемплација). Коначно се придружио будистичкој капели на двору и 761. године постао је миљеник царице Кокен, која је осећала да су њен чудесни опоравак од болести донели обреди које је Докјо извршио.
Током Докјових година врхунца, будистичке институције и свештеници били су подвргнути посебном третману. Када је царица, као будистичка монахиња, 764. године прешла на трон као царица Шотоку, издала је едикт за који се чинило да је будизам постављен изнад обожавања камија. За време њене владавине дошло је до још једног налета храмова у коме су саграђена два велика храма у главном граду: Саидаи-ђи (намењен да се изједначи са великим Тодаи-ђи храмом) и Саирју-ђи (храм упарен са Хорју-ђи храмом).
Праћењем промене будистичке акције и мисли током периода Нара, скрећући пажњу на нагли пораст броја и моћи храмова (вероватно их је било око двеста на почетку периода и нешто више од хиљаду на крају) и свештеника (хиљаде у главном граду и стотине у покрајинским центрима), и наводећи ширења будистичке уметности и учења погодује да надјача значај будизма у верском животу Наре. Најдубља и најраспрострањенија верска активност у овом периоду било је обожавање камија, а не обожавање Буде. Већина будистичких обреда се, штавише,  у суштини није разликовала од ками обреда: оба су требала да помогну заједници (или њеном вођи) у добијању богатих жетви, добром здрављу и заштити од природних катастрофа. Аскетски планински будизам, вероватно најпопуларнији будистички покрет тог раздобља, веcћину своје популарности дуговао је повезаности с планинама на којима се веровало да живе поједини камији и обреди који су (у будистичком облику) били у суштини попут обожавања камија у свом истицању божанског благослова који би се могао добити овде и сада.
Брзо ширење будизма током периода Наре је било повезано - друштвено, институционално и теолошки - са обожавањем аутохтоних камија, што је онемогућило разумевање развоја једног или другог без виђења њихове интеракције, која се обично назива ками-Буда фузија (шинбуцу шуго).
Кад се посматра из социјалне и културне перспективе, будизам је био заиста значајна сила: обезбеђивао је додирни пут са културно и технолошки напредним народима азијског континента и  индуковао све веcћи број Јапанаца да приписују већу вредност људској индивидуи.